# Danny Coid
Daniel John "Danny" Coid (født 3. oktober 1981 i Liverpool, England) er en engelsk tidligere fodboldspiller, der spillede som forsvarer. Han repræsenterede i størstedelen af sin karriere Blackpool.